# Ancylotrypa spinosa
Ancylotrypa spinosa là một loài nhện trong họ Cyrtaucheniidae. Loài này phân bố ờ Nam Phi.